# Oberster Rat der Sufi-Orden
Der Oberste Rat der Sufi-Orden (arabisch المجلس الأعلى للطرق الصوفية, DMG al-Maǧlis al-aʿlā li-ṭ-ṭuruq aṣ-ṣūfīya) der Arabischen Republik Ägypten setzt sich zusammen aus zehn gewählten Mitgliedern unter den Scheichs der verschiedenen Tariqas sowie fünf ernannten Mitgliedern. Die fünf ernannten Mitglieder sind die Repräsentanten der al-Azhar-Universität, des Ministeriums für religiöse Stiftungen, Kommunalverwaltung, Innenministeriums und Kulturministeriums. Die Beschlüsse des Rates werden mehrheitlich gefasst. Zur Genehmigung eines neuen Sufi-Ordens (tariqa) reicht eine Mehrheit nicht.
Der Großscheich und Politiker Abdel Hadi al-Qasabi, Oberhaupt des Qasabiya-Sufiordens, eines Zweiges des Chalwatiya-Ordens, ist seit 2010 das Oberhaupt des Obersten Sufi-Rates. 
Nach dem Tod von Ahmed Kamel Yasin im Jahr 2008 war es zu einem Nachfolgestreit zwischen al-Qasabi und Mohamed Alaa al-Din abu Azaim, dem Oberhaupt des Azaimiya-Ordens gekommen. 2009 intervenierte das Regime in dem Machtkampf innerhalb des Sufi-Rats und der ägyptische Präsident Mubarak ernannte im April 2010 den regimetreuen al-Qasabi zum Oberhaupt. Nach der Revolution verlangten eine Reihe von Sufi-Scheichs, darunter der alexandrinische Sufi-Führer Scheich Gaber Kasem, dessen Absetzung wegen seiner Nähe zum Regime.